# Straka v hrsti
Straka v hrsti je experimentální filmové drama Juraje Herze natočené v roce 1983. Scénář napsal tehdy zakázaný autor Antonín Přidal. Okamžitě po svém vzniku byl film umístěn do trezoru, premiéry se dočkal až v roce 1991.
Příběh je inspirován středověkou fraškou o mastičkářovi. Schválení scénáře, který byl psán, jako by šlo o pohádku zasazenou do středověku, i následné natáčení probíhalo hladce. Studio Barrandov režisérovi nabízelo kolem 20 miliónů, řekl si o čtyři.
Pro novodobou alegorickou kramářskou hru se zpěvy a tanci režisér zvolil stylizované kostýmy a rockový doprovod skupiny Pražský výběr. Aby se vyhnuli nutnosti vystřihnout některé záběry, použili tvůrci mnoho dlouhých záběrů, nepočítali ale s tím, že cenzura zakáže film zcela. Problémy začaly, když vyšlo najevo, že se nejedná o další středověkou pohádku, ale o velmi těžko stravitelnou satiru a že v komparsu se objevili i signatáři Charty 77. Postprodukce filmu byla omezena na týden, film byl označen jako pornografický a následoval zákaz promítání. Tvůrců si začala všímat Státní bezpečnost, Herz kvůli zákazu začal pomýšlet na emigraci, film přispěl i k zákazu Pražského výběru.